# ほっとゾーンおはようKRY
ほっとゾーンおはようKRY（ほっとぞーん おはようケーアールワイ）は、山口放送（KRYラジオ）で放送されていた平日放送の情報番組。2002年4月に放送開始し2021年3月26日に放送終了。2011年4月以降のタイトル表記は「おはようKRY」。

## 概要
『採れたて生出荷 勝津正男の情報畑』（1993年10月 - 1995年3月）→『朝は採れ生 パパラジオ』（1995年4月 - 1999年3月）→『勝津正男の情報畑～勇気栽培～』と続く平日ワイド番組の後継番組。7時台から9時台はニュース・天気予報・交通情報を中心にちまたの話題を取り上げ、10時台は音楽を中心とした2部構成となっている（このためradikoの番組表上は10時を境に別番組の扱いとなっていた）。
中谷隆宏がパーソナリティを務めていたときは「阪神・淡路大震災 17日は節目の日」を放送していた。
2021年3月26日をもって放送終了し、翌週からの後継番組は『KRY Morning Up』。

## 放送時間
全て平日の放送。
- 放送開始 - 2007年4月：6:55 - 9:55
- 2007年4月 - 2008年3月：6:55 - 11:00（10時台に放送していた「奥様なんでも大学」と「太陽ミュージックアラカルト（当時）」をコーナー化した）
- 2008年4月 - 2008年9月：6:55 - 10:40（「太陽ミュージックアラカルト」が再び独立番組とする）
- 2008年10月 - 2011年3月：6:55 - 10:35（「かきくけこじせいご」が10:35 - 10:40に移ったため）
- 2011年4月 - 2015年3月：6:55 - 11:00（再度「太陽ミュージックアラカルト」を内包）
- 2015年4月 - 2021年3月26日：7:00 - 11:00

## パーソナリティ

### 放送終了時
- 竹重雅則（月曜 - 金曜）
- 青木京子（月曜 - 火曜）
- 山本恭子（水曜 - 木曜）
- 山本博子（金曜）
- 瀬川よしみ（歌のない歌謡曲担当）
- 清家律子（「ミュージックアラカルト」担当。2011年4月 - 2016年3月は金曜のパーソナリティも担当。清家担当時は全時間帯、ワンマンキャスターで放送されていた。）

### 過去
- 池内博子　（水曜～木曜）　※番組ブログを中心となって更新している。レギュラーになる前から頻繁に出演し、戦争や原爆の詩や手記の朗読など中谷隆宏アナと共に取材活動を二分し担当していた。
- 勝津正男（メインパーソナリティー・月曜～木曜、2002年～2011年3月）
- 若井典子（勝津の名パートナー役・月曜～木曜、2002年～2011年1月）　※1993年にアロー号リポーターで登場していた。
- 徳本恵子（金曜パーソナリティー・金曜　　　　2002年～2011年1月）
- 中谷隆宏　（防災特集"17日は節目の日"担当*　 2002年～2011年3月）　※テレビでは夕刻放送のニュースキャスターであるにもかかわらず、当番組の準レギュラーで、勝津のピンチヒッターを務める。防災キャスターとしては中心的存在（*ZONEおはようKRY 17日は節目の日）。2011年1月17日は、恒例の"神戸リポート″をしていた。その後2月にはニュージーランド地震、3月以降は東日本大震災の被災地に入っていることが番組内のコーナーで伝えられた。

## タイムテーブル
第1部 ニュースと天気
- 7:00 第1部オープニング・ニュース
- 7:05 JFマリンバンク海の天気予報
- 7:10 お早う!ニュースネットワーク（ニッポン放送製作）
- 7:25 道路交通情報
- 7:30 モーニング+
- 7:35 今朝の一曲

- 7:40 SUZUKIハッピーモーニング・羽田美智子のいってらっしゃい（ニッポン放送製作）
- 7:45 歌のない歌謡曲（TBSラジオの企画ネット番組、録音）
- 8:00 日本全国8時です（TBSラジオ製作） - 2011年4月4日から。2005年3月31日までは当該時間帯にCBCラジオ制作『朝の歳時記』を編成していた。

第2部 気になる話題
- 8:15 第2部オープニング
- 8:17 道路交通情報・ニュース
- 8:22 スポーツよもやま話
- 8:27 おはよう!キッズぱらだいす
- 8:35 道路交通情報・天気
- 8:40 そこが聞きたい!～担当直入
- 8:50 武田鉄矢・今朝の三枚おろし（文化放送製作）
- 9:00 KRYニュース
- 9:05 Mondayスポーツ（月）、マックスバリュう・ふ・ふなレシピ（火）、県人アワー ふるさとdeつなごう[2]（水・木）、気軽にエコロジかる（金）
- 9:30 ラジオショッピング

- 9:40 山口合同ガスPresentsミュージックアラカルト

第3部 リクエストとメッセージ
- 10:00 第3部オープニング
- 10:05 ラジオショッピング（火）
- 10:15 おはようステーション（月～木）、WAON de ショッピング（金）
- 10:20 リクエストブランチ
- 10:45 ラジオショッピング
- 10:50 エンディング